# Route nationale 607
Pour les articles homonymes, voir Route 607.
La route nationale 607 ou RN 607 était une route nationale française reliant Miolles à Narbonne. À la suite de la réforme de 1972, elle a été déclassée en RD 607 dans le Tarn, l'Aveyron et l'Aude et en RD 907 dans l'Hérault.

## Ancien tracé de Miolles à Narbonne (D 607 & D 907)
- Miolles
- Montfranc
- Laval-Roquecezière
- Col de Sié
- Lacaune
- La Salvetat-sur-Agout
- Col de la Baraque
- Col du Cabaretou
- Saint-Pons-de-Thomières
- Col de Sainte-Colombe
- Rieussec
- Aigues-Vives
- Saint-Marcel-sur-Aude
- Marcorignan
- Narbonne